# Adonisea macroptica
Adonisea macroptica är en fjärilsart som beskrevs av Smith 1906. Adonisea macroptica ingår i släktet Adonisea och familjen nattflyn. Inga underarter finns listade i Catalogue of Life.